# Корпусное Шоссе (платформа)
Не следует путать с действующей грузовой станцией Корпусный Пост и Корпусным шоссе, по которому была названа платформа.
Корпусное Шоссе — бывшая железнодорожная остановочная платформа в черте Санкт-Петербурга на бывшей линии Варшавского вокзала вблизи Московских ворот. Первая после вокзала остановка электропоездов. После закрытия вокзала пассажирское движение по этой линии было с 15 мая 2001 года прекращено. Станция названа по Корпусному шоссе, шедшему по трассе нынешнего Новоизмайловского проспекта (шоссе названо по огородам гвардейского корпуса). До реконструкции Варшавского направления в 1960-х годах платформа называлась «4-й километр».
В настоящее время на прилегающей территории идёт масштабная реновация, связанная с застройкой бывших железнодорожных путей и прилегающих к ним промзон коммерческими и жилыми объектами. В 2013 году снесены корпуса прилегавшего вплотную к платформе завода «Вагонмаш».

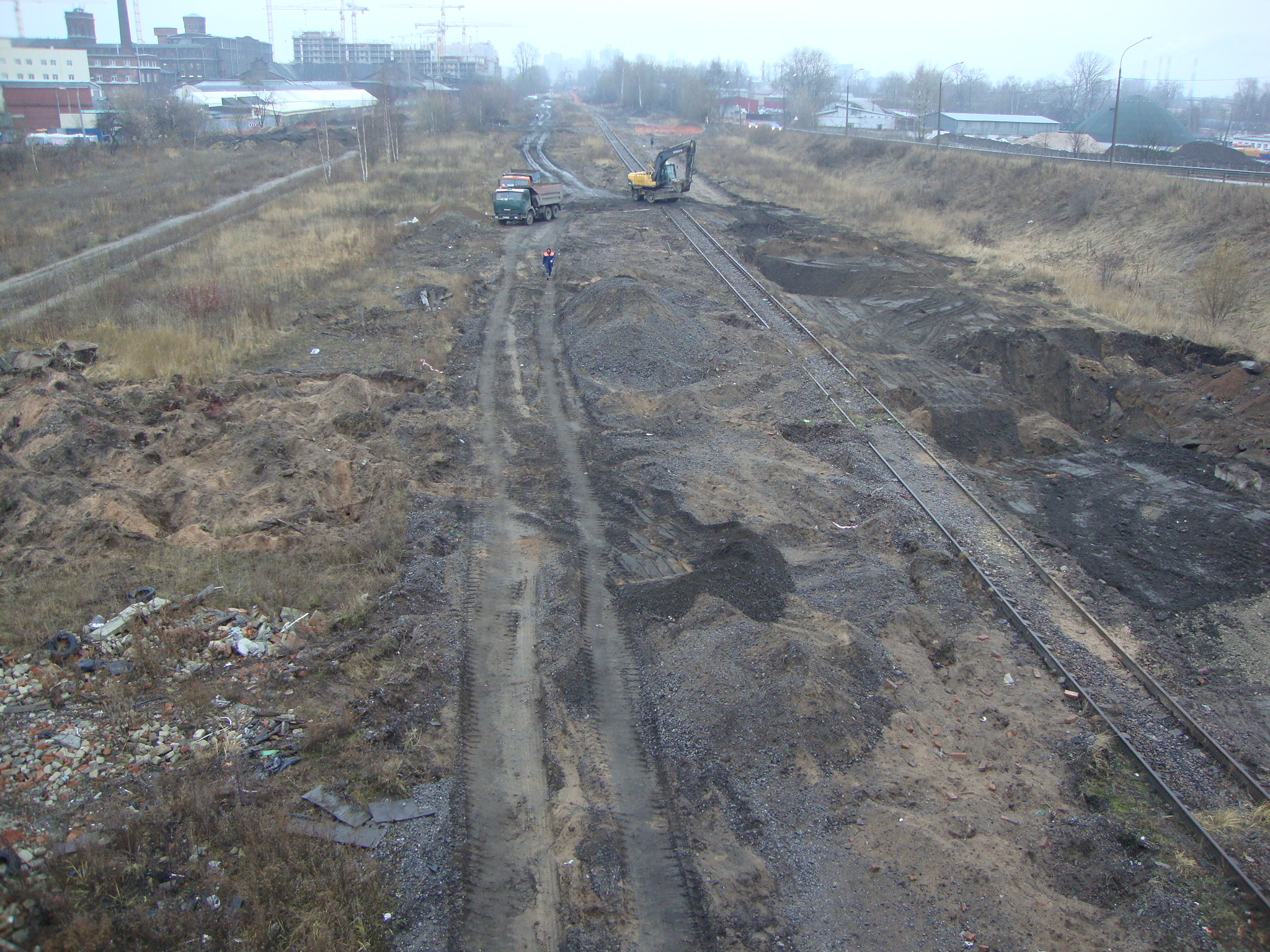
Рекультивация путей, вид с Ташкентского путепровода

Основная часть путей была разобрана в 2012 году, впоследствии была разрушена и платформа. Вдоль платформы проходили три пути: два для грузовых поездов и один для пассажирских. Основные пути вели на юг по Варшавской линии на бывшую станцию Санитарная (затем она стала промышленной станцией на территории западной производственной площадки завода «Электросила», затем была ликвидирована при постройке там торговых центров).
До 2017 года у бывшей платформы сохранялся путь на станцию Цветочная бывшей «Путиловской ветви», использовавшийся для транспортировки экспонатов Музея Октябрьской железной дороги от бывшего вокзала в новое здание музея у Балтийского вокзала.
В середине 2017 года экспонаты были вывезены, музей открылся 30 октября. Путь к бывшему вокзалу демонтирован, по его ходу начались работы по рекультивации и застройке жилыми кварталами, близлежащий Ташкентский путепровод снесён в 2020 году.